# Холте, Тор Хокон
Тор Хокон Холте (норв. Tor Håkon Holte; род. 1 августа 1958 года, Драммен) — норвежский лыжник, чемпион мира, победитель этапов Кубка мира. Старший брат лыжника Геира Холте.
В Кубке мира Холте дебютировал в 1982 году, в марте 1984 года одержал первую победу на этапе Кубка мира. Всего имеет на своём счету 2 победы на этапах Кубка мира. Лучшим достижением Холте в общем итоговом зачёте Кубка мира является 2-е место в сезоне 1984/85, в том сезоне он уступил в общем зачёте 35 очков обладателю кубка Гунде Свану.
На Олимпиаде-1984 в Сараево стал 8-м в гонке на 15 км классикой, 12-м в гонке на 50 км классикой и 4-м в эстафете.
На Олимпиаде-1988 в Калгари принимал участие в двух гонках: 30 км классикой — 21-е место, 50 км коньком — 31-е место.
На чемпионате мира 1985 года завоевал золотую медаль в эстафете, также был 13-м в гонке на 30 км классическим стилем и 9-м в гонке на 50 км классическим стилем.